# Fulkran (imię)
Fulkran – złożone imię męskie pochodzenia germańskiego. Pierwszy człon imienia Folk- / Volk-  oznacza 'naród, plemię', drugi człon -rahm znaczy 'kruk'.
Fulkran imieniny obchodzi 13 lutego, jako wspomnienie św. Fulkrana z Lodève.